# ریچارد دیکون (هنرپیشه)
ریچارد دیکون (انگلیسی: Richard Deacon; ۱۴ مهٔ ۱۹۲۱ – ۸ اوت ۱۹۸۴) هنرپیشه اهل ایالات متحده آمریکا بود. وی بین سال‌های ۱۹۵۳ تا ۱۹۸۴ میلادی فعالیت می‌کرد.
از فیلم‌هایی که وی در آن نقش داشته‌است می‌توان به پیرانا، گروه خانواده یک و تنها، اصلی و فریب‌خورده اشاره کرد.